# Aeroportul Municipal Shelbyville
Aeroportul Municipal Shelbyville (IATA: SYI, ICAO: KSYI, FAA LID: SYI) este un aeroport din Comitatul Bedford, Tennessee, Tennessee, Statele Unite ale Americii ce deservește zona Shelbyville⁠(d). A fost numit după zona deservită.
Situat la o altitudine de 244 m, aeroportul dispune de 1 pistă.

## Infrastructură

### Piste
Aeroportul dispune de o singură pistă. Pista 18/36 are suprafața de asfalt și dimensiunile 5.503 picioare × 100 picioare. 